# Плезир
Плезир (фр. Plaisir) — коммуна во Франции, в регионе Иль-де-Франс, департамент — Ивелин. Население — 31074 человека (2011). Жителей Плезира во Франции называют плезирцами.

## География

### Местоположение
Муниципалитет расположен в пригороде к западу от Парижа, в 30 км от Порт д'Отёй и в 14 км к западу от Версаля. Половина территории состоит из лесов и сельскохозяйственных угодий. Коммуна состоит из нескольких деревень, расположенных на двух плато, разделенных с востока на запад лесом Буа д'Арси, и с запада — лесом Кранн, замковым парком Плезира и лесом Сент-Апполин. На самом высоком плато, в южной части муниципального района и севернее так называемой равнины Нофль, пересекаемой магистралью N12, располагается деревушка Ла Маре-о-Соль, прилегающая к посёлку Эланкур, и деревня Сент-Апполлин. На нижнем плато к северу от коммуны расположена старая деревня, окруженная с востока на запад кварталами и посёлками Бретешель, Акведук де л’Авр, Эбисуар, Пти-Пре и относительно густонаселённым Бусьер.

### Гидрография

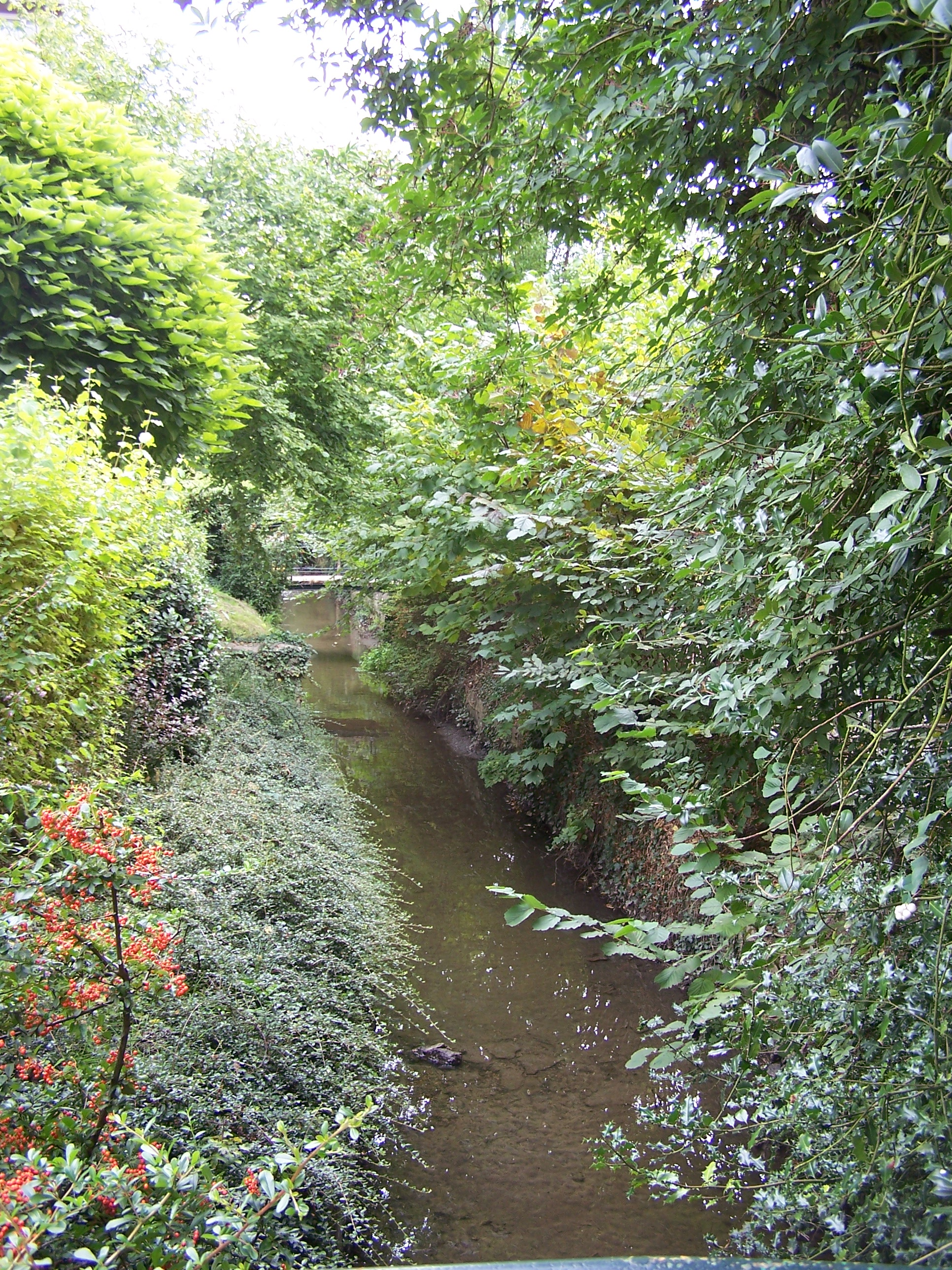
— главная речка Плезира

Город с севера на юг пересекает небольшой ручей Мальдруа, который берёт своё начало в Трапп (это место ещё называют «Волчья скважина») возле Писсалю. Ручей пересекает равнину Нофль в восточной части посёлка Гатин, далее проходит через лес Кранн. Потом он проходит под мостом дороги D30, пересекает замковый парк, ратушу, старую деревню. Далее он частично сливается с речкой Сент-Апполин. Проходя по небольшой долине между Тивервал-Гриньон и Сен-Жермен-де-ла-Гранд впадает в реку Мольдр (Бень, департамент Ивелин). Помимо речки в Плезир есть озеро в лесу Сент-Апполин.
Таким образом, коммуна полностью находится в пределах речного бассейна Мальдруа. В 1992 году Комитетом гидрографии Мольдр и её притоков был поставлен вопрос о включении Мальдруа в список притоков Мольдр и официально это произошло в 2001 году (приказ от 4 января 2001 года).
Квартал Акведук де л’Авр получил своё название от водопровода, который проходит через город с запада на восток и поставляет питьевую воду в Париж.

### Климат

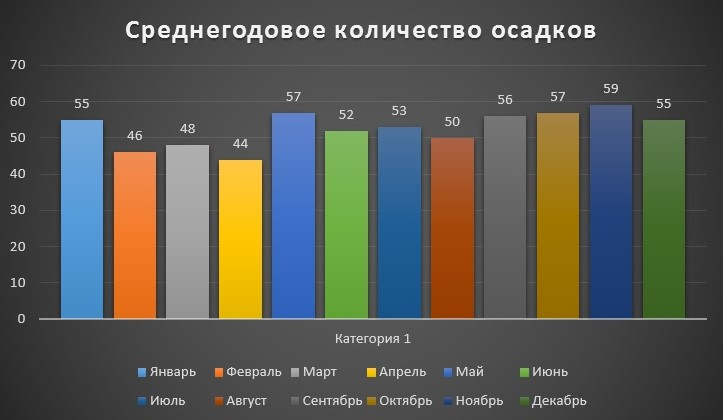
Среднегодовая норма осадков в Плезире (по данным сайта climate-data.org)

В коммуне климат умеренно тёплый. Как и остальная часть Европы, Плезир испытывает влияние течения Гольфстрим, в связи с чем зимы здесь относительно тёплые (минимальная температура +1 °C), а лето нежаркое (максимальная температура в самый жаркий месяц —июль — +26 °C).
В Плезире в течение года выпадает значительное количество осадков . Даже во время самого засушливого месяца (апрель) выпадает много осадков (44 мм). Среднегодовая норма осадков составляет 632 мм. Для сравнения: в Лондоне, который считается одним из дождливых городов (стереотип вызван тем, что на острове пасмурных дней более 50 % и дождливых дней более 100 в году), выпадает в среднем 584 мм осадков в год. В Сиднее, который достаточно засушлив, выпадает осадков почти в 2 раза больше — 1215 мм.
| Месяц                                 | Январь | Февраль | Март | Апрель | Май | Июнь | Июль | Август | Сентябрь | Октябрь | Ноябрь | Декабрь | Год  |
| ------------------------------------- | ------ | ------- | ---- | ------ | --- | ---- | ---- | ------ | -------- | ------- | ------ | ------- | ---- |
| Средняя максимальная температура (°C) | 6      | 7       | 11   | 14     | 18  | 25   | 26   | 26     | 22       | 15      | 9      | 7       | 14,8 |
| Средняя минимальная температура (°C)  | 1      | 1       | 3    | 6      | 9   | 12   | 14   | 14     | 11       | 8       | 4      | 2       | 7,1  |
| Средняя температура (°C)              | 4      | 4       | 7    | 10     | 14  | 17   | 19   | 19     | 16       | 12      | 7      | 5       | 11,2 |
| По данным сайта «Weather.com»         |        |         |      |        |     |      |      |        |          |         |        |         |      |

### Транспорт и пути сообщения

#### Дорожная сеть

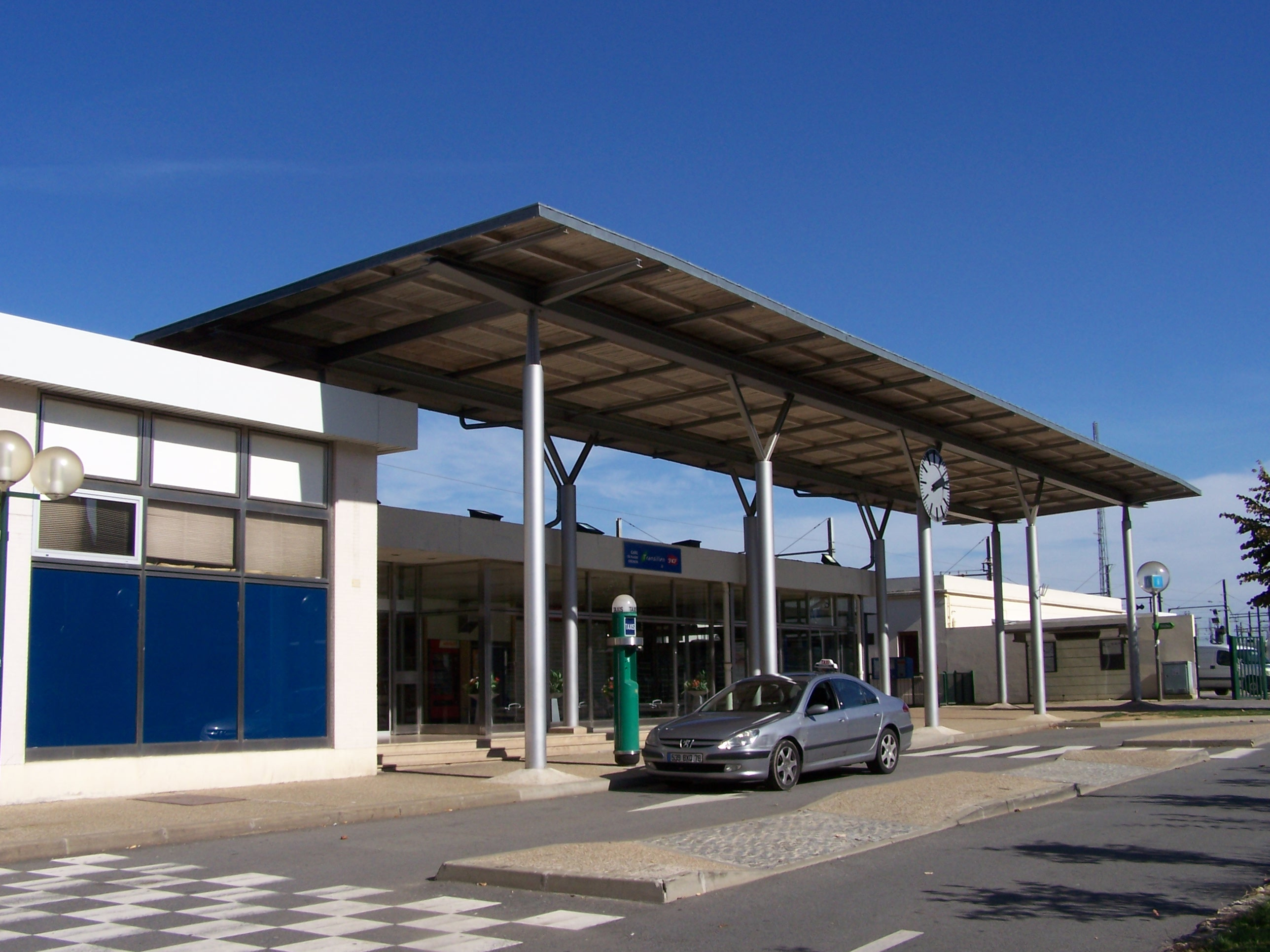
Вокзал Плезира Гриньон.

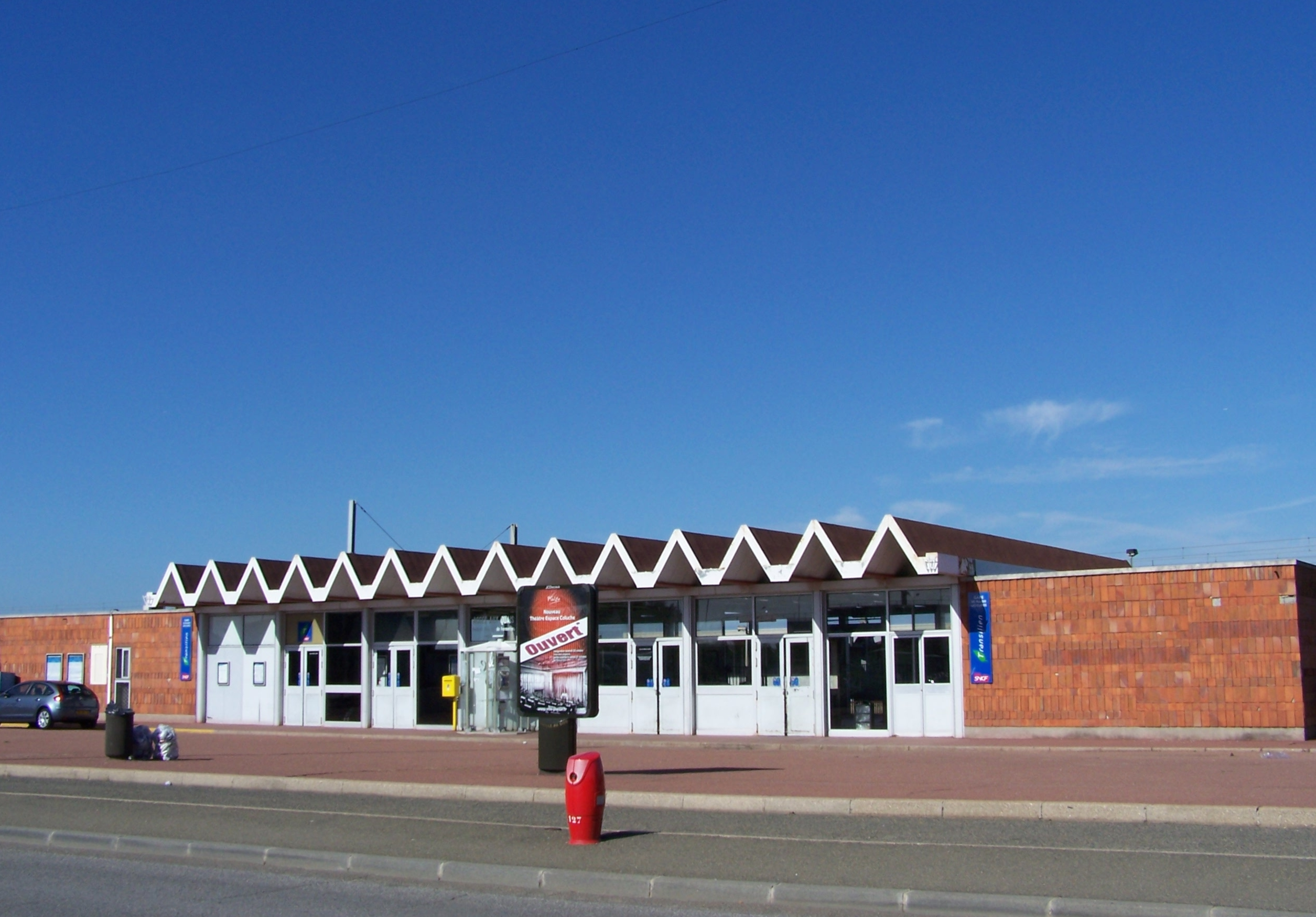
Вокзал Кле

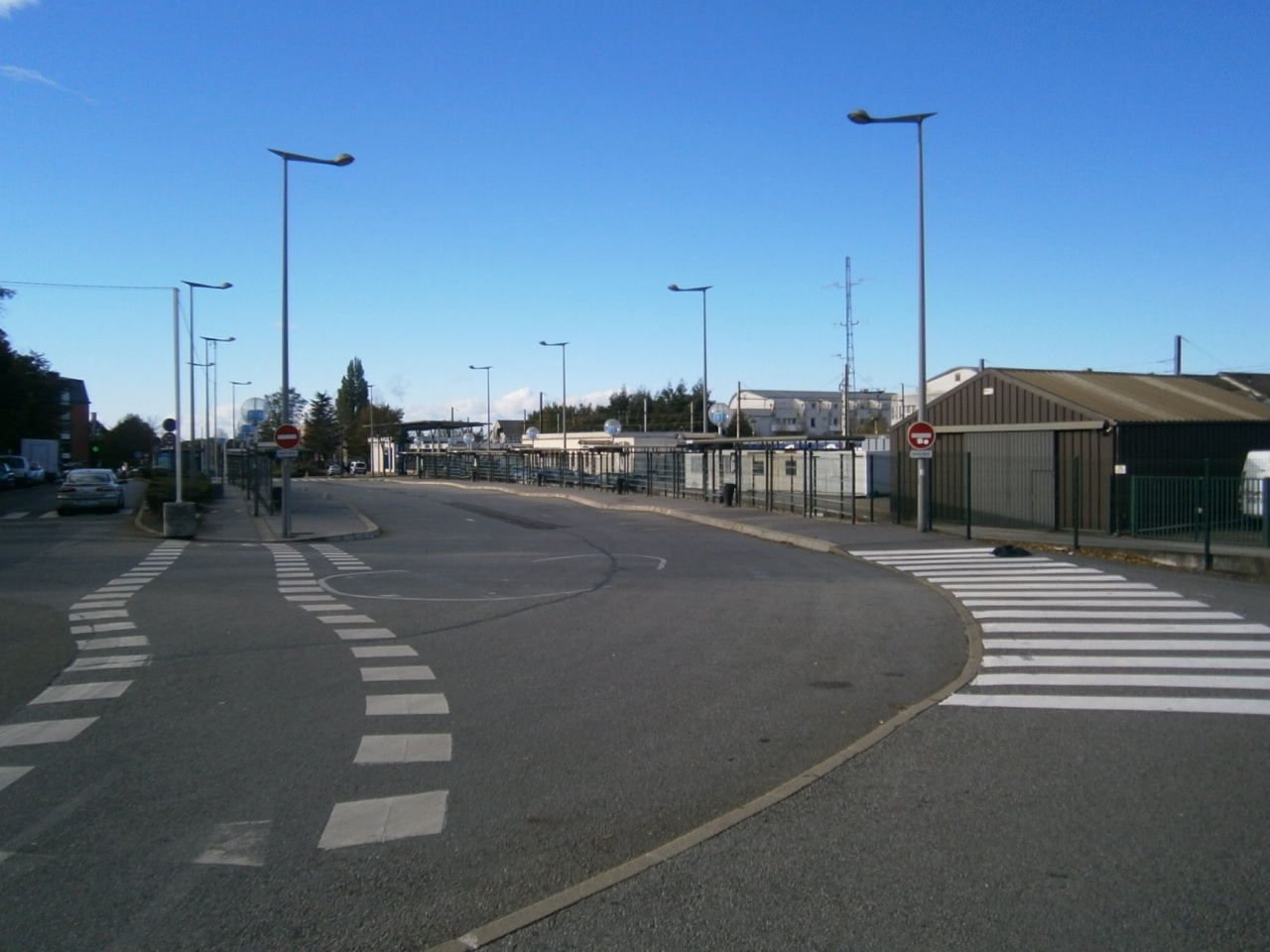
Дорога возле вокзала Гриньон

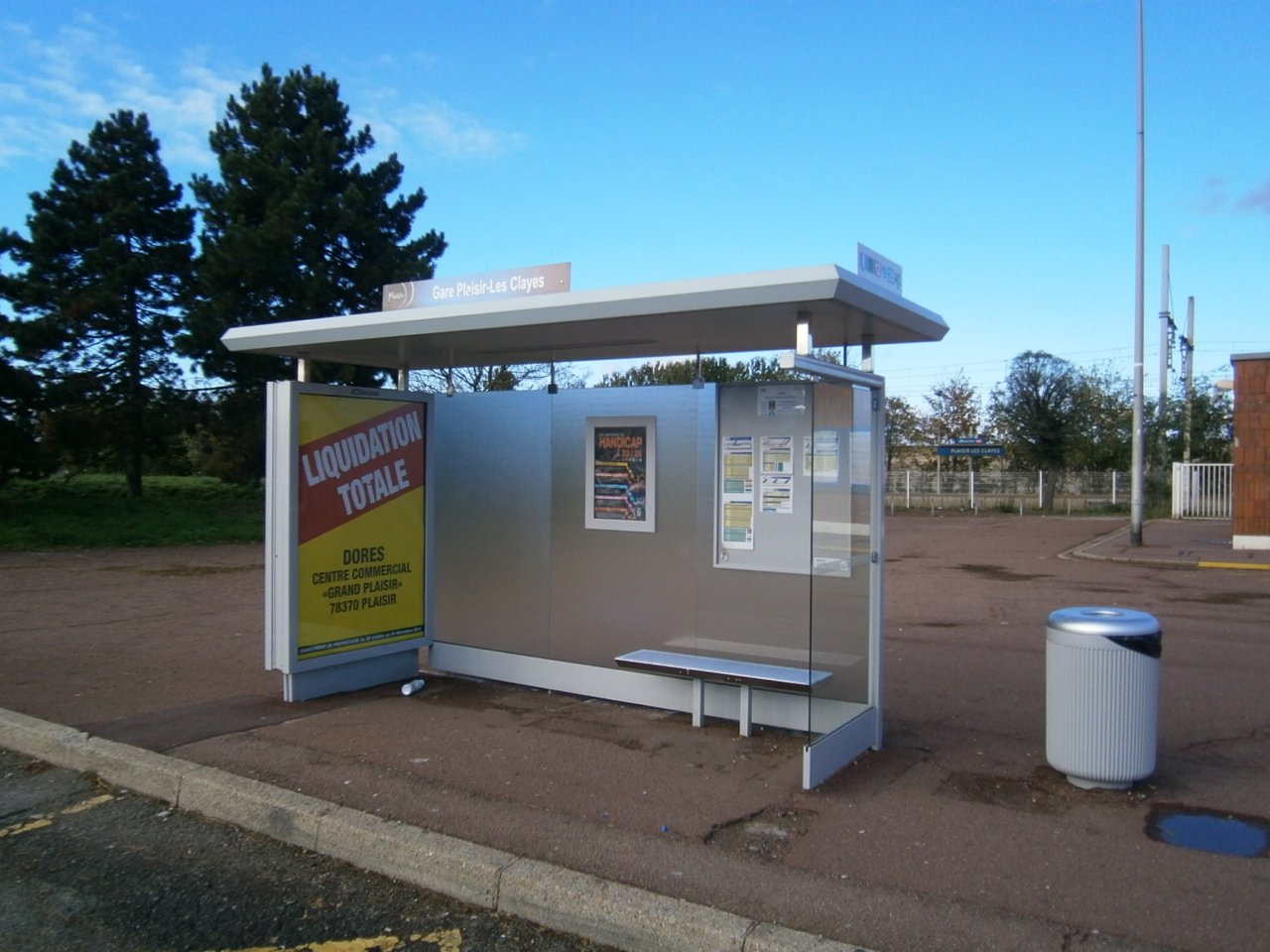
Автобусная остановка возле вокзала Кле

Город пересекает магистраль N12 (Париж-Брест). Она пересекается в автомобильной развязке «Север-юг» (как её называют местные) с просёлочной дорогой D30 которая соединяет Пуаси и Фёшероль в северной части посёлка Гатин и продолжается до юга Эланкура и Сен-Кантен-ан-Ивелин до просёлочной дороги D58. В автомобильной развязке «Север-юг», Плезир пересекается с просёлочной дорогой D11, которая с востока ведёт к Кле-су-Буа и Сен-Сир-л’Эколь и с запада — к Нофль-ле-Шато.

#### Железная дорога
В коммуне располагаются 2 вокзала Национальной компании французских железных дорог :
- Гриньон[фр.], (на северо-западе коммуны);
- Кле[фр.] (на северо-востоке).

Поезда ходят по двум направлениям:
- Вокзал Монпарнас/Мант-ла-Жоли ;
- Вокзал Монпарнас/Дрё (только вокзал Гриньон). Проходящий поезд довозит до Парижа за 25 минут.

#### Автобусы
- Маршруты 6, 7, 8, 9, 10, 12, 15, 17, 19, 20, 318, 505, CSP, DF и JV (транспортная компания «Гуртул[фр.]»);
- Маршрут 78 («Трансдев Гудан[фр.]» и «Гуртул[фр.]»);
- Маршрут 4 («Курьер Сены и Уаза[фр.]» и «Гуртул[фр.]»;
- Город предоставляет индивидуальный транспорт для семейных поездок по цене автобусного билета.

## Происхождение названия
Происхождение названия точно не выявлено (Plaisir — фр. «удовольствие»). В VII веке коммуна называлась Placidio, в VIII веке — Placicium , начиная с 1236 года стала называться Pleassiacum («удовольствие»). Латинская форма Pleassiacum использовалась в названии города до конца XV века. В старофранцузском языке с 1351 года назывался Plesiz, с 1470 года — Plesir, современная форма Plaisir — с XVII века.
Считается, что латинская форма placicium происходит от plescicium, что означает «крепость».
Происхождение названия местности более древнее и, скорее всего, слово Placidio означает «площадь» от слова Placidius и восходит к галло-римскому периоду. Однако не обнаружено никаких доказательств этой гипотезы.
По другой версии название может происходить от Plessis (от лат. plexiacum — ограждение, что в эпоху средневековья означало «укрепление»). Это мнение кажется менее правдоподобным из-за месторасположения коммуны.
По ещё одной версии plaissier — «изгиб», «сплетение», «ограждение из переплетённых прутьев». Это был самый примитивный способ защиты замка, но, тем не менее, использовался в обороне и играл, при этом, немаловажную роль.

## История

### До XX века: сельский посёлок и семь деревень
Земля становится собственностью аббатства Сен-Дени в 768 году. Строительство приората датируется VIII веком, а собора Святого Петра — XIII веком. В феодальную эпоху Плезир становится частью баронства Нофль-де-Шато. Территория входит в королевский домен после свадьбы Франциска I и Клод Французской. В 1537 году он передал поместье в пользу своей любовницы Анны де Пислё. Последним владельцем Плезира был начальник караула при Людовике XVI Луи Эркюль Тимолеон де Коссе-Бриссак. К концу XVIII века в 7 деревнях Плезира насчитывалось около 1000 жителей: Бретешель, Буасьер, Бюиссон, Крэн, Вилаж, Пти-Пре и Гатин. В центре деревень Плезира располагалось место слияния двух рек: Мольдр и Сент-Апполин. В 1862 году в Плезире появляется железная дорога, а также так называемый дом призрения на ферме Пти-Пре, которая принадлежала графу Понтчартрейн. Самую главную роль там играли монахини, ухаживая за больными, работая по дому и на кухне. Позже он был преобразован в богадельню Сены и Уаза, затем в госпиталь для пожилых и дом престарелых. Позже в городе появляется вторая психолечебница — Шарко. К 1900 году в маленьком сельском городке Плезир чуть более 1000 человек, то есть почти столько же, сколько в XVIII веке. Население Плезира удвоится в первой половине XX века за счёт пациентов психолечебниц.

### «Городской взрыв» после 1960 года
В исследование по урбанизации города указано: «В конце Второй мировой войны Плезир всё ещё остаётся небольшим городком из нескольких деревень». После 1960 году в Плезире происходит «городской взрыв» (урбанизация). Это связано с появлением нового города в Сен-Квентен-ан-Ивелин и первой схемы развития и городского планирования в парижском районе, которое подразумевало постройку торгового центра Гран Плезир. Частные застройщики начинают скупать продающиеся земельные участки.
Урбанизация проходила в несколько этапов. В начале (1968—1975) шли массовые застройки коммуны домами экономкласса, в результате чего население за 15 лет увеличилось в 7 раз. В 1980—1990 темпы застройки снижаются, строятся небольшие дома среднего класса в районе Акведук де л’Авр. По данным переписи населения, проведённой в 2000 году, наблюдается снижение темпа роста населения.
В результате урбанизации наблюдается снижение роли магазинов в старом центре города и увеличение активности населения в районе торгового центра Гран Плезир, в связи с чем наблюдаются проблемы с движением автомобилей в районе автомобильной развязки «Север-Юг» (планируется расширение просёлочной дороги D30 до 4 полос).
Несмотря на огромный темп урбанизации, на 50 % территории коммуны по-прежнему находятся сельскохозяйственные угодья и леса, которые сохранили свой первоначальный вид. Однако, зелёные зоны разбросаны по территории коммуны и находятся под угрозой исчезновения, связанной с разрастанием города.

## Политика и администрация

### Список мэров Плезира

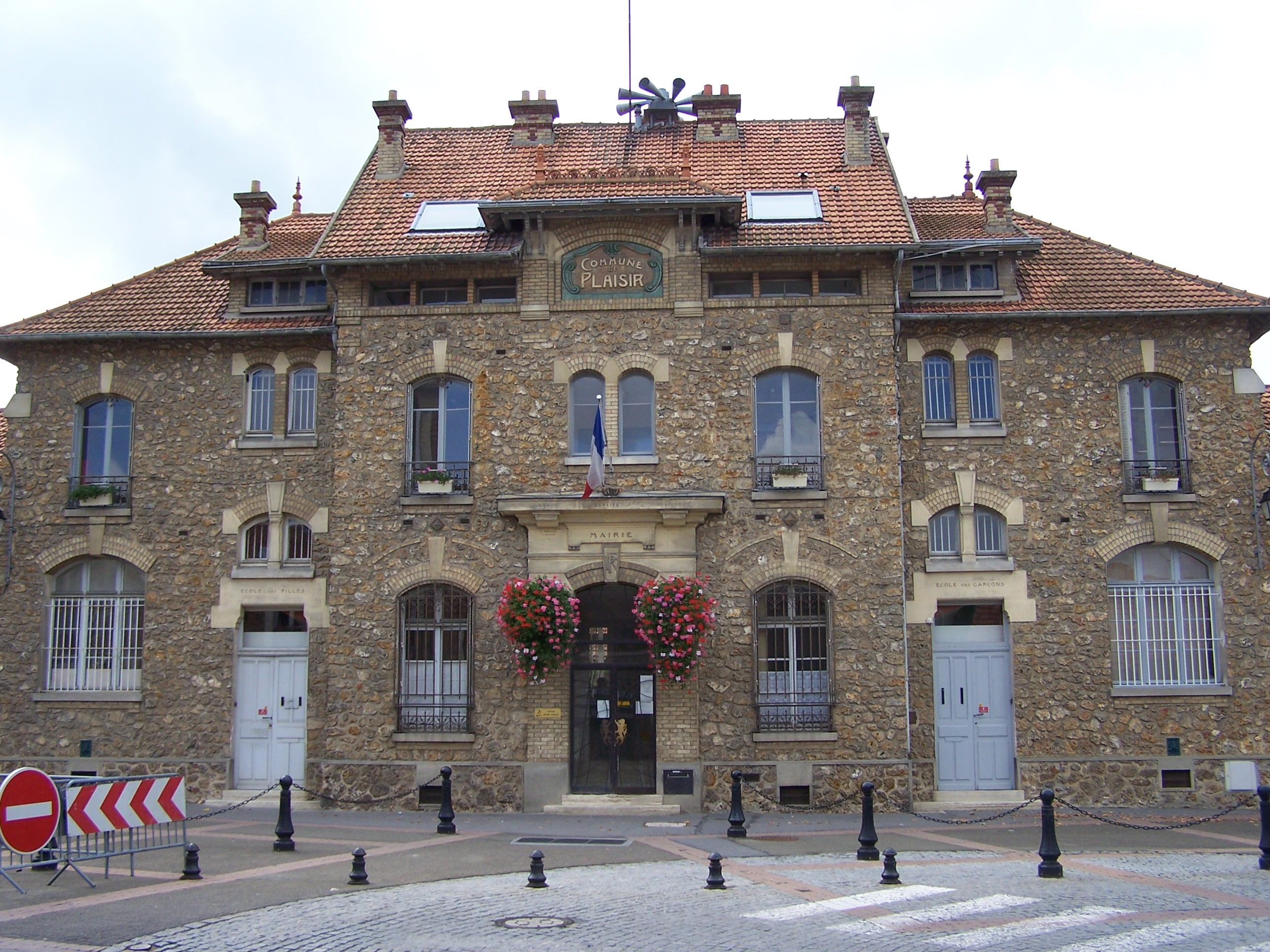
Бывшее здание мэрии. Теперь используется как дополнительное здание.

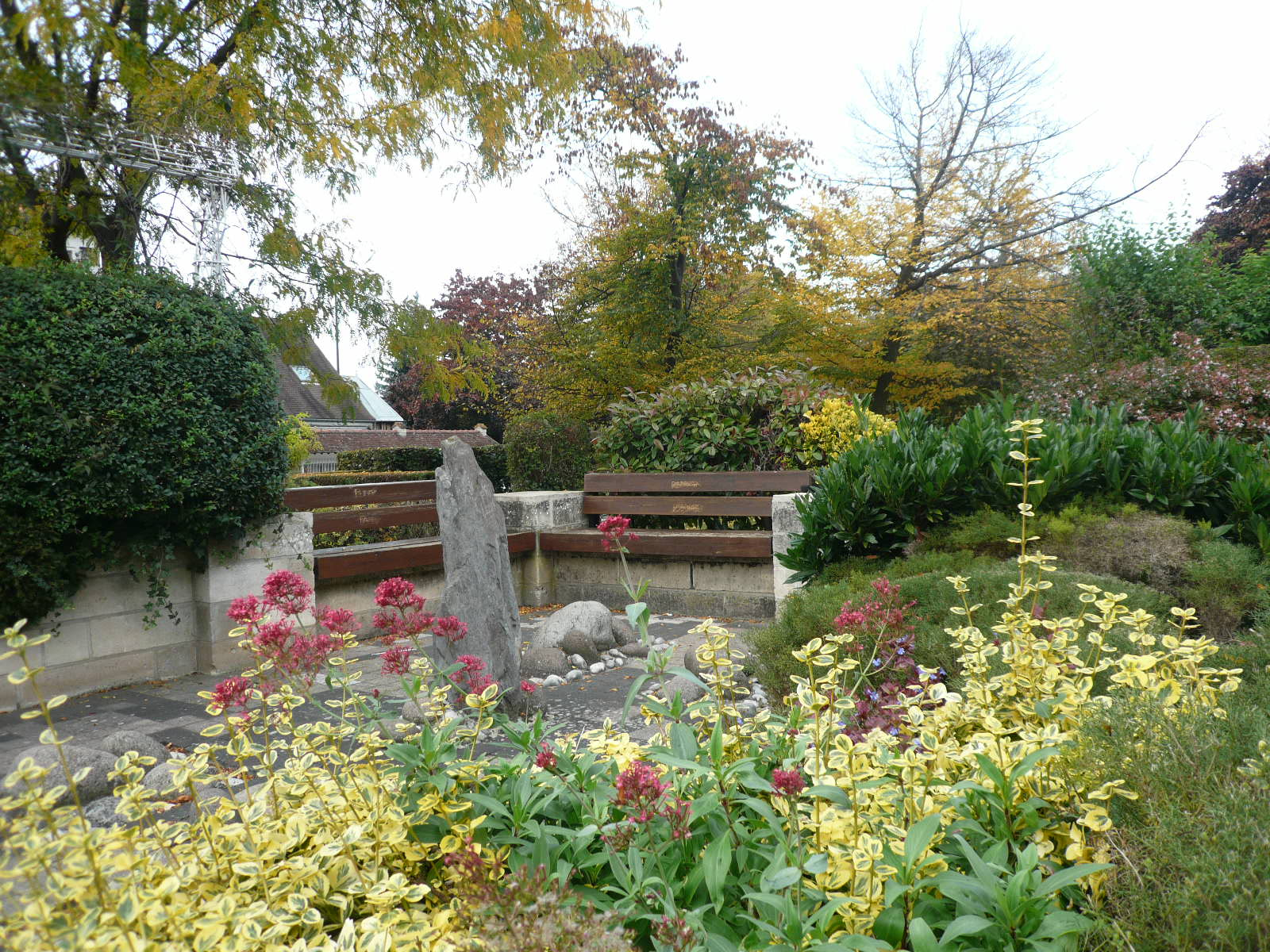
Зона отдыха с видом на здание мэрии

| Период               | Личность                  |  | Период    | Личность                 |
| -------------------- | ------------------------- |  | --------- | ------------------------ |
| 2012-настоящее время | Джозефина Коллманнсбергер |  | 1871-1874 | Пьер Эснот               |
| 2001-2012            | Жоэль Реньё               |  | 1853-1871 | Пьер Дюпон               |
| 1993-2001            | Жеки Рекультилье          |  | 1852-1853 | Проспер Мартен           |
| 1973-1993            | Жан Мутон                 |  | 1849-1852 | Пьер Дюпон               |
| 1971-1973            | Виктор Марк               |  | 1848-1849 | Луи Мари                 |
| 1945-1971            | Ролан Рёйль               |  | 1846-1848 | Лоран-Шарль Эснот        |
| 1944-1945            | Доктор Англад             |  | 1839-1846 | Пьер Леклерк             |
| 1935-1944            | Альфред Шампи             |  | 1835-1839 | Николя Паскье            |
| 1925-1935            | Эмиль Суайе               |  | 1818-1827 | Анж Робер Тофинон        |
| 1912-1925            | Ролан Деплас              |  | 1814-1818 | Пьер-Жозеф Мартен        |
| 1908-1912            | Альфред Шампи             |  | 1811-1814 | Жак Лефорт               |
| 1903-1908            | Феликс Суайе              |  | 1800-1811 | Мишель Мартен            |
| 1900-1903            | Жан-Батист Рикард         |  | 1798-1800 | Пьер Барр                |
| 1896-1900            | Франсуа Делессе           |  | 1798-1798 | Жан-Мартен Мерсье        |
| 1892-1896            | Проспер Дюфур             |  | 1797-1798 | Жак Лефорт               |
| 1891-1892            | Франсуа Делессе           |  | 1797-1797 | Пьер Симон Леклерк       |
| 1886-1891            | Проспер Дюфур             |  | 1795-1797 | Шарль Рене Анри де Бокля |
| 1882-1896            | Жюль-Ожен Сенешаль        |  | 1793-1795 | Николя Пулето            |
| 1876-1882            | Пьер Эснот                |  | 1792-1793 | Гийом Тома               |
| 1874-1876            | Пьер Дюпон                |  | 1791-1792 | Жан Мартен Мерсье        |

### Города-побратимы
- Байша-да-Баньейра (Португалия) с 1975 года
- Гестхахт (Германия) с 1975 года
- Лоустофт (Великобритания) с 1979 года
- Бад-Аусзе (Австрия) после 1982 года
- Мойта (Португалия) после 2001 года

## Население и общество

### Демография
В 2010 году среди 20847 человек трудоспособного возраста (15-64 лет) 16298 были экономические активными, 4549 — неактивными (показатель активности 78,2 %, в 1999 году он составлял 74,2 %). Из 16298 активных жителей работало 14950 человек (7623 мужчины и 7327 женщин), безработными были 1348 (716 мужчин и 632 женщины). Среди 4549 неактивных 2032 человека были школьниками или студентами, 1137 — пенсионерами, 1380 были неактивными по другим причинам.
В 2010 году в муниципалитете числилось 11408 облагаемых налогом домохозяйств, в которых проживали 30825,5 человека, средний доход составлял 22 242 евро на одного потребителя.

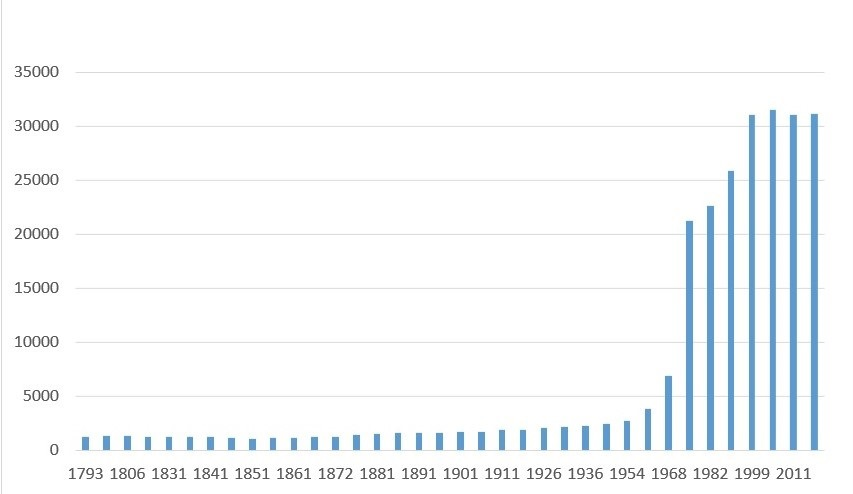
Гистограмма демографических изменений (источники: до 1999 года — Высшая школа социальных наук (Франция), после 2004 — Национальный институт статистики и экономических исследований Франции)

### Образование
Коммуна находится в ведении академии Версаля.

##### Начальное образование
- Детские сады: 17
- Начальные школы: 13

##### Среднее образование
- 2 коллежа: Коллеж Гийом-Аполинер и коллеж ООВПО (отделение общего и высшего профессионального образования)[фр.]
- Лицей Жан-Виллар

##### Специальное образование
- Школа Ленотр, основанная в плезире с 1971 года

### Религия
В коммуне распространены 3 религии:
- Католицизм. Мессы проводятся в соборе Святого Петра в субботу и воскресенье. С 11 июля 2011 года в соборе проводились ремонтные работы и собор вновь открылся с 22 декабря 2013 года;
- Протестантизм. Службы проводятся совместно с Реформатской церковью Франции и Церковью евангелистов[фр.];
- Ислам. Службы проводятся в мечети на улице Валибу, открытой в 2008 году.

## Экономика
В городе имеется 6 коммерческих и промышленных зон, в которых расположены офисы всевозможных организаций числом около 1225, в том числе французский филиал Икеа. В городе расположены 6 торговых центров, в том числе местный Гран Плезир. Расположенный в северной части города, недалеко от вокзала Кле, он занимает площадь более 100 000 м². Там находятся всевозможные магазины (в том числе такие ресселеры, как Ашан, Икеа и Декатлон), где можно купить продукты питания, одежду, косметику и многое другое.

## Достопримечательности

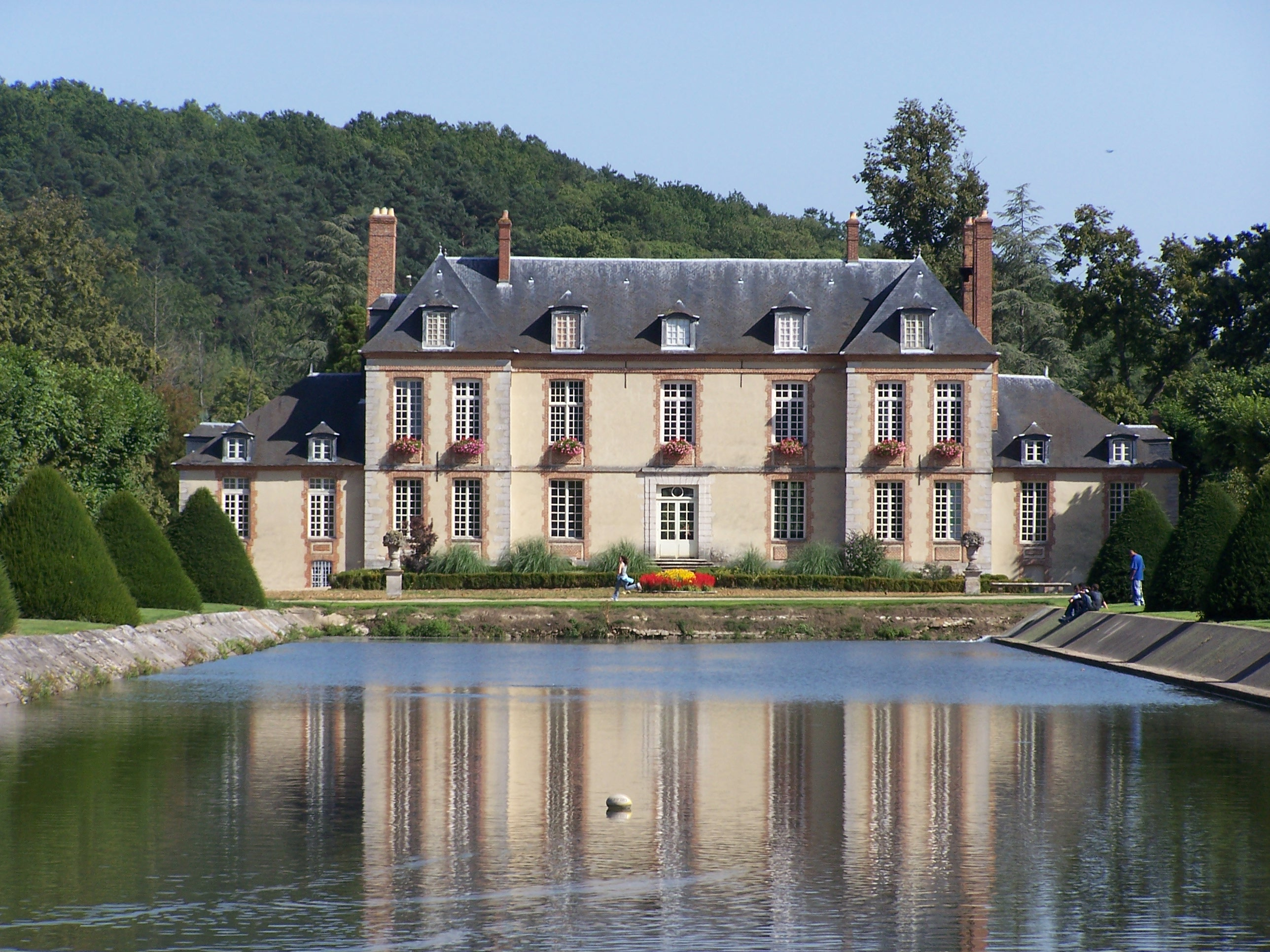
Замок Плезира (XVII ‑ XVIII век), вид с западного фасада

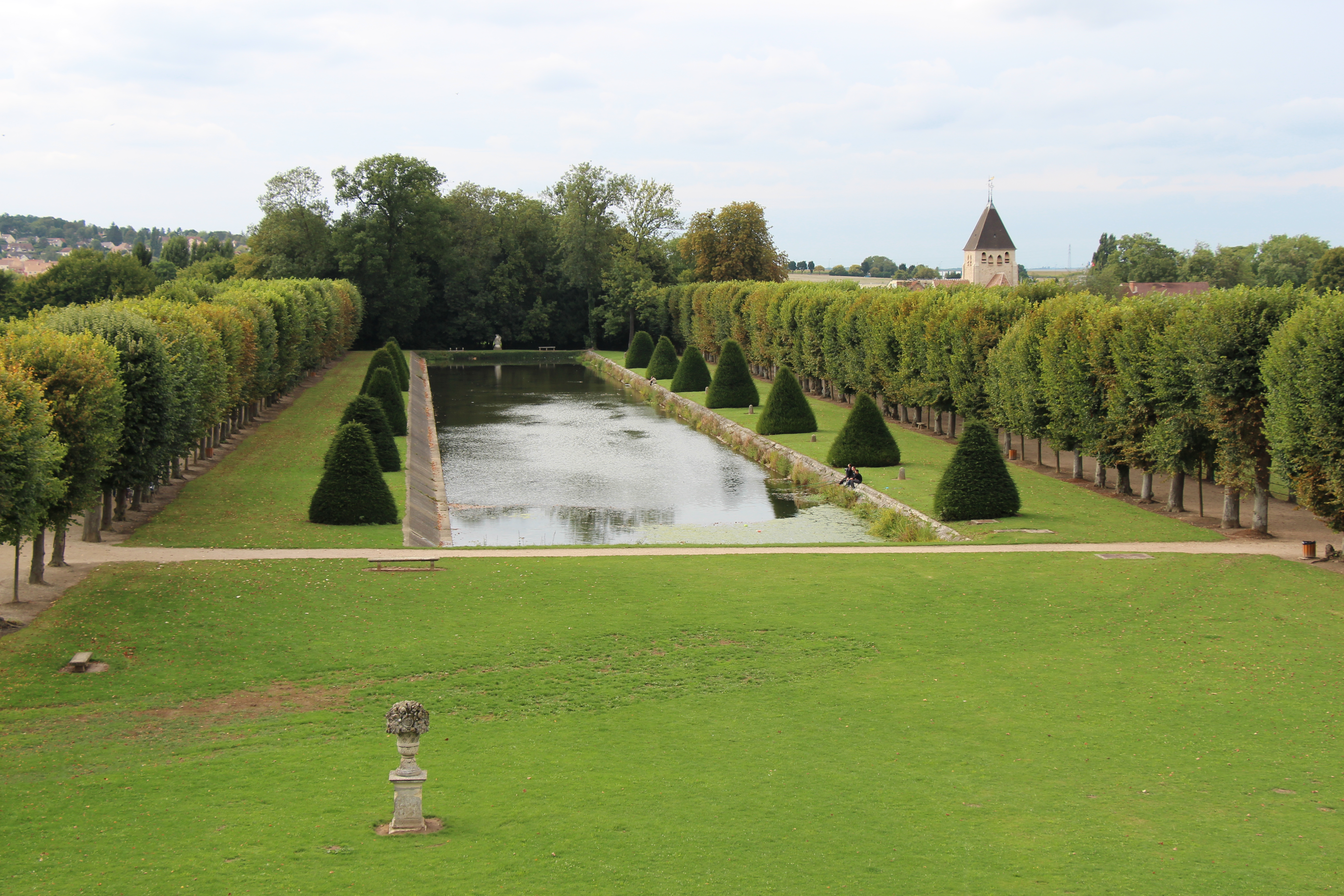
Замковый парк — одно из красивейших мест Плезира

- Замок Плезира, датированный XVII веком. В 1961 году был присвоен статус исторического памятника и в 1976 году был выкуплен городом и отремонтирован.
- Замковый парк, с поразительной красоты прудом и деревьями. Также был классифицирован историческим памятником в 1961 году.
- Собор Святого Петра, датированный XIII—XIV веком. Получил статус исторического памятника в 1947 году.
- Установленные в церкви 3 барельефа, датированные XVI веком и получившие статус исторического памятника в 1969 году, а статуя Девы и младенца (XIV век) — в 1914 году.
- Театр Робера Мануэля[фр.] (ранее театр Гранж), расположенный в замке Плезира на 190 мест.
- Муниципальная консерватория музыки, танца и драматических искусств, располагающаяся в замке Плезира.
- Театр на Площади Колюша. Реконструирован и вновь открыт 20 октября 2006 года, включает в себя театр на 868 мест.

## Знаменитости, связанные с коммуной
- Колюш — французский комик. По сценарию Клода Бери, фильм «Школьный учитель[фр.]», где снимался актёр, проходил в школе Алена Фурнье в Плезире. Вместе с актёром в съёмках принимали участие местные ученики школы.
- Гастон Ленотр — кондитер и кулинар, создавший в 1971 году в Плезире школу Ленотр — первую французскую школу обучения и развития в области гастрономии[22].
- Жан Дюжарден — комедийный актёр, проведший детство в Плезире.
- Николь Асслер — конкобежка, была частью муниципальной команды в качестве спортивного делегата.
- Робер Мануэль[фр.] — актёр, почётный член Комеди Франсез, проживал в Плезире до самой смерти в декабре 1995-го.
- Гийом Кане — актёр, провёл детство и юность в Плезире.
- Братья Дюбо из французской рок-группы Кио выросли в Плезире.
- Марк-Эдуард Наб[фр.] — романист.
- Франсуа Клюзе — актёр. Снимался в фильме «Не говори никому» по сценарию Гийома Кане. Съёмки фильма проходили в местечке Гатин (Плезир).

## Геральдика
Герб Плезира выглядит следующим образом:
На голубом фоне изображены 2 белых льва, которые держат золотую лилию.
Данный герб был создан после войны и зарегистрирован комиссией министерства геральдики Сены и Уаза. Основой герба послужила печать Плезира, которая использовалась во время революции.